# Tubiran
Tubiran is een bestuurslaag in het regentschap Labuhan Batu Utara van de provincie Noord-Sumatra, Indonesië. Tubiran telt 1074 inwoners (volkstelling 2010).